# 스벤보르

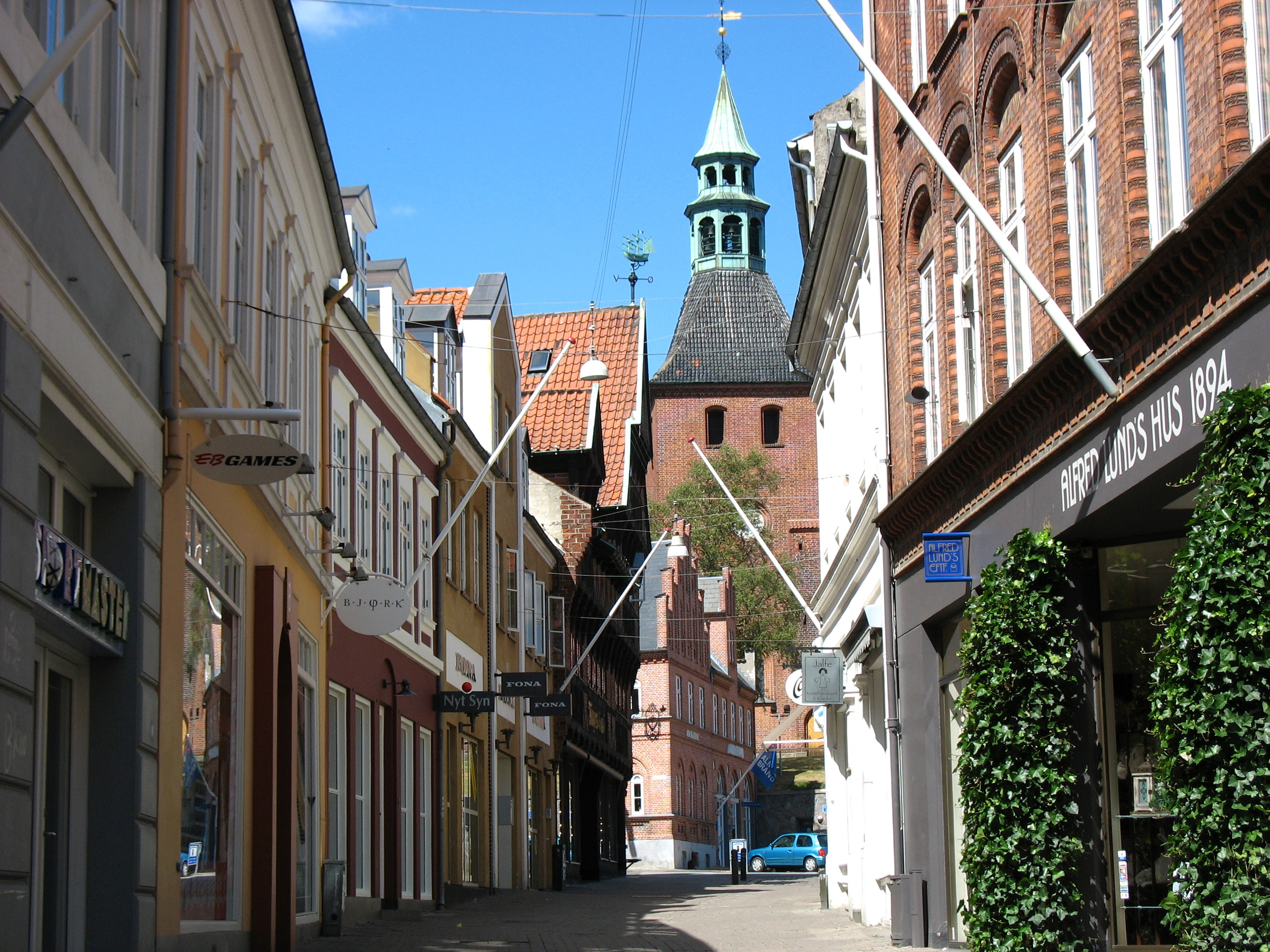
스벤보르

스벤보르(덴마크어: Svendborg)는 덴마크 남덴마크 지역에 위치한 도시로 인구는 26,672명(2015년 기준)이다. 퓐섬 남부 연안에 위치하며 행정 구역상으로는 스벤보르시에 속한다. 코펜하겐에서 남서쪽으로 195km, 오덴세에서 남쪽으로 44.2km, 오르후스에서 남쪽으로 183km, 포보르에서 동쪽으로 28.5km 정도 떨어진 곳에 위치한다.

시 문장